# Denise Eyer-Oggier
Denise Eyer-Oggier (* 22. August 1956 in Naters) ist eine Schweizer Malerin, Grafikerin und Kunstpädagogin. Ihr Werk umfasst Malerei, Grafikdesign, Computer Art, Fotografie, Plakate, Monotypien und Zeichnungen.

## Werk
Denise Eyer-Oggier besuchte von 1973 bis 1978 die kantonale Kunstschule in Sion und bildete sich anschliessend an der Schule für Gestaltung in Bern zur Grafikerin aus. 1979 schloss sie die Ausbildung mit Diplom ab und ist seither als selbstständige Grafikerin und Künstlerin tätig. Zudem unterrichtet sie Zeichnen und Malerei an verschiedenen Walliser Institutionen.
Denise Eyer-Oggier ist Mitglied des Berufsverbands Swiss Graphic Designers und der Visarte Oberwallis. Der 1980 ins Leben gerufene Kulturpreis des Kantons Wallis wurde ihr im Juni 2022 verliehen.